# Группа крови (альбом)
«Гру́ппа кро́ви» — шестой студийный альбом советской рок-группы «Кино», вышедший 5 января 1988 года. Получил широкую известность как в СССР, так и за рубежом. Выход альбома принёс группе быстрый рост известности, многие песни стали одними из самых узнаваемых в творчестве группы.
Работа над созданием альбома была начата в 1987 году. Бо́льшая часть записи проходила у Георгия Гурьянова, завершена работа была на студии Алексея Вишни. Звучание записи улучшилось по сравнению с предыдущими альбомами, благодаря использованию на студии современного ревербератора.
Альбом получил высокую оценку критиков после выхода и продолжает считаться заметным событием в истории отечественной музыки. В 1999 году радиостанция «Наше радио» обнародовала свой список «100 лучших песен русского рока в XX веке», включив в него несколько песен из этого альбома и отведя песне «Группа крови» первое место. В 2007 году редакция русской версии журнала Rolling Stone Russia включила песню «Группа крови» в свой список «40 песен, изменивших мир».

## Предыстория
Осенью 1985 года из «Кино» ушёл бас-гитарист Александр Титов, являвшийся также участником группы «Аквариум». Совмещать работу в двух коллективах ему стало тяжело, и Титов выбрал «Аквариум». Музыканты редко комментировали уход Титова, считая это в какой-то степени предательством. По словам барабанщика «Кино» Георгия Гурьянова, Титов не вписывался в их коллектив и всегда считал себя членом «Аквариума», работая с группой Виктора Цоя лишь как приглашённый музыкант.
Чтобы не подвести группу перед запланированным фестивалем Ленинградского рок-клуба, Титов предложил себе замену — Игоря Тихомирова из бывшей арт-рок группы «Джунгли». Сам Тихомиров согласился работать с «Кино», не подозревая, насколько серьёзно всё будет. С появлением Тихомирова сформировался классический состав группы, сохранявшийся вплоть до её распада. Виктор Цой наконец нашёл коллектив, который его понимал — разногласия иногда возникали, но совершенно не отражались на отношениях участников.
Перед работой над новым материалом музыканты «Кино» попробовали записать отдельный альбом, но у них не получилось. Причиной послужило то, что песня «Братская любовь» звучала хорошо, однако остальные звучали не так, как хотелось коллективу. Запись была сложной, потому что появлялись проблемы с соседями, недовольными постоянным музицированием и прочими неудобствами, доставляемыми им в связи с записью альбома. Наполовину готовый альбом решено было отложить. Уже после трагической гибели Виктора, в целях сохранения творческого наследия «Кино», записи этих песен были найдены на полке в студии Алексея Вишни, который говорил, что никогда не отдал бы материал, поскольку Виктор Цой пожелал его уничтожить; тем не менее оставшиеся музыканты «Кино» убедили его сделать это. Песни альбома имеются в сборнике, выпущенном в 1992 году по инициативе Марианны Цой на грампластинках санкт-петербургской студией грамзаписи под названием «Неизвестные песни».
Помимо этих песен, во время работы над альбомом «Ночь» были сделаны аранжировки к песням «Закрой за мной дверь, я ухожу», «Дальше действовать будем мы», «Попробуй спеть вместе со мной», «Спокойная ночь» и «Прохожий», которые позже войдут в «Группу крови». Их решили, однако, не публиковать. Только в 1996 году перечисленные песни были изданы компанией Moroz Records в качестве бонус-треков к CD-изданию альбома «Ночь». Также три первые песни вошли в фильм Сергея Лысенко «Конец каникул» (1986), ставшим первой картиной для группы.

## История альбома
Ну мы, конечно, работали, делали что-то, у Гурьянова это происходило, там стояла портастудия наша. Мы пробовали работать по очереди, ну, то есть, один придёт, что-то попробует, потом другой: «А может, ты здесь так сыграешь? А может, так?». Я думаю, у всех так происходит.
Трёхкомнатная квартира в девятиэтажном доме с родителями, но родители летом уезжали на дачу, поэтому мы были предоставлены сами себе, но даже когда они приезжали, они очень благосклонно к этому относились. И у матушки Георгия был знакомый начальник местной милиции, поэтому соседи нас не беспокоили.
Работа над новым альбомом велась параллельно со съёмками «Ассы». Основная её часть проходила в квартире Гурьянова. Гурьянов и Каспарян проживали недалеко друг от друга, в Купчино — спальном районе Ленинграда. Цой в это время жил то у одного, то у другого, но в основном у Гурьянова.
С чем у «Кино» не было проблем, так это с инструментами. Благодаря супруге Каспаряна, американке Джоанне Стингрей, группа стала экипирована настолько плотно, что весь остальной Ленинградский рок-клуб мог только завидовать. К 1987 году у коллектива появилась своя четырёхканальная портастудия «Yamaha MT-44» и драм-машина «Yamaha RX-11», которая позволяла редактировать не только ритмический рисунок, но и тембры с громкостью. Не имелось клавишных, но члены группы прекрасно обходились и без них. Для этого существовал семплер «Prophet 2000», который в это время числился едва не лучшим в мире. Такой инструмент имелся только у Сергея Курёхина, однако он категорически отказывался отдавать его в чужие руки; мог предоставить его только на том условии, если сам на нём сыграет. В своё время группа не хотела давать Курёхину волю в аранжировках, так как для выбранного ими стиля он был слишком дерзок. Решили пойти на хитрость: в один из вечеров музыканты напоили его и всю ночь до утра записывали клавишные партии. Для игры на семплере они пригласили Андрея Сигле — пианиста с консерваторским образованием, имевшего опыт студийной работы. Аранжировка песен была усложнена, в неё были добавлены различные стилевые элементы: фанк («Война»), регги («Бошетунмай»), мелодический хард-рок («Прохожий»).
Альбом, когда он был почти готов, оставалось только свести, но группа никак не могла определиться, в какой студии записать. С Андреем Тропилло Цой дело иметь не хотел. Отношения с Алексеем Вишней были напряжёнными из-за незаконченной записи предыдущего альбома и некоторых разногласий, что вынуждало искать другие варианты. Несмотря на это, Вишня продолжал наблюдать за работой коллектива и когда услышал черновой вариант «Группы крови» на аудиокассете, принесённой Сергеем Фирсовым, сразу уловил уникальность и большое значение нового альбома, поняв, что в своей хорошо оснащённой домашней студии в Ленинграде способен довести запись до состояния профессиональной. Тогда Вишня решил пойти на совместное выступление на концерте «Поп-механики» в БКЗ «Октябрьский» и сказал Цою, что сводить нужно у него, не дожидаясь другой помощи. Так как в это время у него была своя студия, а также имелся богатый опыт записи, лидер «Кино» всё же принял предложение Алексея Вишни свести новый альбом на его студии.
Последняя стадия работы заключалась в дописывании партий гитары, клавишных и вокала. Далее всё это сводилось на плёнку, привезённую Джоанной Стингрей. Звучание альбома получилось современным и модным, что было сделано благодаря использованию ревербератора «Yamaha SPX-90», что в те времена было редкостью. В конце концов, группа подготовила многоканальную запись, где раздельно были записаны: на первую — драм-машина, на вторую — бас, и на третью — электрогитара. Результат записывали на четвёртую дорожку, потом Виктор Цой пел голос дважды на две дорожки. Позже дабл-трек сводили на третью дорожку.
Это было абсолютно волшебно — возиться с портативной многоканалкой! Огромную работу музыканты провели у Гурьянова. Они записывали на одну дорожку драммашину, на вторую бас, на третью электрогитару. Сводили результат на четвёртую дорожку. Затем Цой пел голос два раза, на две дорожки; дабл-трек сводили на третью. Потом Каспарян затирал одиночные голоса двумя гитарами. Это уже была практически готовая запись. Мне было нужно просто свести это грамотно: развести по панораме и фронтальным планам, наложить поверх голос Цоя или клавишные Андрея Сигле, либо гитару Каспаряна.
По окончании записи Цой сказал Алексею Вишне, что он не планирует тиражировать запись в СССР. Прежде всего, он хотел выпустить альбом на пластинках в США, в чём ему обещала помочь Джоанна Стингрей. Звукорежиссёру, однако, эта идея не понравилась. В это время у Вишни оставался лишь один день на то, чтобы успеть сделать пять копий аудиокассет для музыкантов и Джоанны, а оригинал он должен был отдать на следующий день вечером в 20:00 на концерте в СКК Стингрей. Когда в два часа ночи последняя песня альбома была сведена, а в четыре музыканты разошлись по своим домам, Алексей Вишня сделал копию с оригинала, заказал такси и лёг спать. На завтрашний день в девять утра к нему подъехало такси и Вишня попросил свою жену сделать десять копий, после чего уехал в Пулково, где купил билет в Москву и улетел в 10:15. По прилёте он взял такси на восемь часов за восемьдесят рублей, приехал к Андрею Лукинову на Большую Грузинскую, сделал одну копию, получив двести рублей и коробку новых плёнок; кассеты с копиями и оригиналом и отдал всё Джоанне. На следующий день Виктор Цой улетел в Алма-Ату на съёмки художественного фильма «Игла». За пять дней работы Цой ни разу не выходил погулять, лишь на шестой подошёл к магазину звукозаписи и увидел надпись на витрине: «Поступил новый альбом „Кино“ — „Группа крови“ 1988». Это вызвало недовольство музыканта и поставило крест на дальнейшем сотрудничестве с Алексеем Вишней. Андрей Тропилло заступился за Вишню, заявив, что права на оригинал всегда остаются за студией, если запись производилась за счёт студии. Сам Виктор Цой назвал это пиратством и сказал, что никакого отношения к распространению нового альбома он не имеет.
В 2019 году, в рамках серии «Кино. Каталог», альбом «Группа крови» был выпущен с оригинальной мастер-ленты лейблом «Maschina Records»; реставрация и мастеринг осуществлялись Максимом Кондрашовым при участии звукорежиссёра Игоря Тихомирова и консультантов Юрия Каспаряна и Александра Цоя. Конечный результат был протестирован на студиях ДДТ и «Добролёт» с привлечением звукорежиссёров Александра Докшина и Андрея Алякринского. Тем не менее возникли определённые технические сложности: инструменты строились по гудку телефонной трубки, потому что гитарных тюнеров не было. Частота звучания составляла 425 Гц против стандарта 440 Гц. Запись оказалась ниже почти на полтона, в связи с взятой за основу ля. Имелись отклонения в скорости магнитофона «Маяк-001», переделанной с 19 на 38. Бас тогда был провален из-за неправильной корректировки АЧХ и восстановлен. Также недостатком являлась детонация. Дефекты плёнки сохранены — таким образом, идеального звучания, с учётом срока давности, не вышло. Релиз, однако, звучит так, как был задуман музыкантами в 1988 году. В американском издании, ставшем каноничным, кроме всего прочего, правый стерео канал перепутан местами с левым. В релизе на компакт-кассетах была использована аналоговая копия мастер-ленты без реставрации с изменённой скоростью.

## Особенности композиции песен
Музыкальная составляющая альбома была описана в жанрах новая волна, постпанк, русский рок, альтернативный рок и  инди-рок с элементами фанка, регги и мелодического хард-рока. В новом альбоме почти полностью отсутствовал романтизм, а на смену ему пришёл героизм. По мнению Юрия Каспаряна, Цой сознательно выбрал тематику, по которой коллектив двигался последующие три года. Некоторые песни из «Группы крови» в новых аранжировках вошли в состав сборника «Последний герой», записанный музыкантами для издания во Франции. Первоначальные версии песен «Дальше действовать будем мы», «Закрой за мной дверь, я ухожу», «Попробуй спеть вместе со мной», «Спокойная ночь» были записаны в 1986 году во время работы над альбомом с рабочим названием «Любовь — это не шутка». Группу не устроил результат — по их мнению, по звуку получился тот же альбом, что и «Это не любовь», что не радовало музыкантов. По этой причине запись была недоделана, а эти версии в итоге появились в альбоме «Ночь» в 1996 году в качестве бонус-треков.
В первой песне — «Группа крови» — сохранено оригинальное словосочетание, ставшее название альбома; оно говорит о сведениях, написанных на рукаве каждого военнослужащего. Эта песня, с точки зрения зарубежного призывника не имеет никаких особенностей, но с точки зрения советского слушателя создаётся впечатление, что речь идёт о войне в Афганистане, которая ещё шла во время написания песни. Ведущие мотивы в тексте песни — предназначение, избранность, необходимость выполнить некую миссию, но в то же время — поиск возможностей её выполнения, колебания и сомнения. С одной стороны, здесь представлен не только герой пути, но и герой борьбы, хотя в то же время говорится об отказе от противостояния и победы вследствие выбора некоего иного своего предназначения. Выступая в сильной позиции, песня сконцентрировала в себе все семантические тенденции, которые далее развиваются в других песнях, включённых в альбом. Мотив пролившейся крови обозначает возможные ранения в борьбе и как медицинский термин поддерживает это. С другой стороны, так же как медицинский термин, он обозначает отдельную индивидуальную черту, по которой люди разделяются на группы самой природой. Таким образом, в альбоме централизуется значимость существования неизбежного момента разделения людей на некие социальные объединения по конкретным признакам. В дальнейших текстах присутствует именно этот семантический элемент. Смерть приобретает более целостное значение, взаимодействует с семантическим отдалением друг от друга значении войны и надежды, тем самым расширяя своё значение. «Остаться в этой траве» означает «погибнуть в бою» — такой синонимический ряд возможен в силу образности поэтической речи. У героя есть надежда на жизнь, которая парадоксальным образом выражается в предначертанной судьбой героической гибели, которая сама по себе больше, чем жизнь. После смерти наступает вневременная жизнь, герой выходит на другой уровень существования. Александр Житинский в своей рецензии на альбом называет песню «Группа крови» одной из лучших песен и сравнивает её с песней Булата Окуджавы «…Вернусь тогда, когда трубач отбой сыграет…» по схожести звучания гитары Каспаряна и походной трубы. Он также считает весь альбом развитием конфликта, заявленного первой песней. Существует вариант этой песни, специально записанный для художественного фильма «Игла» и опубликованный в 2002 году в сборнике «Кино в кино». Помимо версии на русском языке, «Кино» записало песню на английском языке во Франции по инициативе Джоанны Стингрей. Эта версия вышла в том же году на сборнике «Последние записи».
Песня «Закрой за мной дверь, я ухожу» примечательна тем, что путь обретает в нём знакомую для творчества Цоя семантику: герой песни не просто уходит, а покидает кого-то. Интонация песни — печальная; герой понимает свой долг и уже осознаёт, что способен в одиночку вступить в бой и достичь своей цели. Алексей Вишня сказал, что эта песня — якобы про него, поэтому ему ничего не стоило спеть её с теми интонациями, которые заложил сам автор. Виктор никогда не имел собственного дома, и когда разругался с Марианной, жил либо у Гурьянова, либо у Каспаряна. Вишня также ушёл от жены и шесть лет жил у друзей.
В третьей по счёту песне — «Война» — повествуется о войне «между землёй и небом». Во время слушания сначала может появиться ощущение безысходности, обречённости и бесплодного ожидания. Уверенность в себе не исключает смерти, представляемой лексемой «погибших». Герой осознаёт, понимает и принимает смерть как неизбежное. Все, кто были уверены в завтрашнем дне, погибли. Во время записи песни Виктор Цой перепутал количество тактов; ему показалось, что песня в конце оборвётся, однако Алексей Вишня сказал, что рано, Цой же к нему не прислушался, в результате чего затихание получилось более резким, чем планировалось.
В песне «Спокойная ночь» выстраивается концептуальная эволюция образа города. Семантика развивается на уровне мифологемы. Под ней понимается образ автора, формируемый из ряда закреплённых культурно-литературной традицией значений, по структуре схожий с мифологическим образом. Алексей Вишня рассказал мифическую историю, связанную с этой песней: во время записи первого варианта, когда прозвучали строчки из припева, под ними якобы умер сосед, после чего к ним пришли родственники, попросившие соблюдать тишину в течение девяти дней; когда на девятый день Алексей Вишня включил магнитофон, то произошёл скачок напряжения, который вывел технику из строя.
Песня «Мама, мы все сошли с ума» является переходной от понимания смерти, свойственного раннему периоду творчества Цоя, к более зрелому восприятию. Нетерпение, переданное в ритме музыки и характере синтаксических конструкций, граничит с болью, которую причиняет. Изначально песня появилась с басового риффа, который понравился Цою. В течение двух месяцев Виктор наигрывал его, после чего известил коллег о написании новой песни.
Следующая песня — «Бошетунмай» — была написана под впечатлением от группы «UB40». В ней Виктор Цой, согласно Георгию Гурьянову, иронично шутит над своими друзьями-музыкантами. Отвечая на вопросы зрителей во время концерта в ленинградской школе номер 344, лидер «Кино» говорил, что слово «бошетунмай» пришло из китайского языка и на русский язык переводится как «не продавайся». Он, однако, сразу же оговорился, что не это имел в виду. Позже Цой так и не дал точной расшифровки названия песни. Подробнее же рассказал Георгий Гурьянов: по его словам, этот термин имеет отношение к лёгким наркотическим веществам, и он предполагает, что слово «бошетунмай» пришло из лексикона художника Тимура Новикова, с которым коллектив поддерживал дружеские отношения. Другую версию песни можно услышать в фильме «Игла», однако Виктор Цой распорядился её не тиражировать. В песне поэт развивает тему болезненной иллюзорности мира. Рисуется картина иллюзорного комфорта жизни на фоне загнивания и порчи окружающей действительности с одной стороны, и с другой — внутреннего мира человека.
В песне «В наших глазах» искажены все ценности: героя томит тоска по идеалу, духовная жажда; это путь избранных с обывательской точки зрения; настойчиво звучит требование выбора. Поэт использует пары антонимов, чтобы передать контрастность выбираемых сторон. Ставится вопрос, идти ли вперёд или остаться, хотя ежедневное ожидание наступления завтра тоже ни к чему не приводит.
Постепенное развитие положительной семантики дня подходит к кульминации в тексте песни «Попробуй спеть вместе со мной». Теперь герой видит свой путь не только днём, но и ночью, он существует вне времени и пространства и следует за своей звездой. Парцелляция в построении фразы говорит о решительности движения. В этом случае не вызов, а призыв и демонстрация силы. Устойчивое выражение «делать первый шаг» имеет значение «положить начало чему-либо», Цой изменяет его, сохраняя значение. Словосочетание «делаем шаг на недостроенный мост» означает путь: «вступать на недостроенный мост» — всё равно что идти в никуда. Появление звезды играет решающую роль в раскрытии значения пути. Героя ведёт путеводная звезда, при этом самоотречение играет определяющую роль в достижении конечной цели.
Песня «Прохожий» поначалу не входила в альбом. Причиной этого стало то, что полностью материал не вмещался в 45-минутную компакт-кассету. Написав эту песню как шутку, группа серьёзно к ней не относилась. Одна из гипотез Виктора гласила, что в каждом альбоме должна быть «сопля» — это такая проходная, «никакая» песня. Так как в этом альбоме таких песен не было вообще, то роль «сопли» взяла на себя песня «Прохожий».
В предпоследней песне — «Дальше действовать будем мы» — поэт ставит точку во внутренних противоречиях, терзавших его. Это финальный аккорд — герой нашёл свой путь и полон решимости пройти его до конца. Цикл песни контрастирует своим спокойным ритмом со всеми остальными песнями. Она близка по музыкальному ритму и мелодике песне «Спокойная ночь». Семиотический код воспринимается как информационный канал, который, одновременно выступая с другим, поддерживает и развивает заданную тему, влияя на другие стороны восприятия — так называемый семантический стереофонизм. При этом важна общность темы и возможность через один код понять другой, и наоборот.
Заключительная песня — «Легенда» — решает проблему выбора между действием и бездействием, представляя необычную картину. Поэт рисует картину поля боя, на котором живые уже стали подобны мёртвым. Крик и мечи определённы как «воро́н язык», который лучше забыть, потому что сама по себе жизнь — это миг, заканчивающийся уходом в «ночь снов», тем самым подчёркивается бесполезность всех битв и сражений, любого противостояния, так как победившие и проигравшие остаются в одинаковых позициях. В окончательных строках говорится о том, что жизнь — «только слово», и смерть — слово, означающее «спать», а слово «жизнь» означает «ждать». «Ждать» — это определённое действие, которое необходимо совершать потому, что есть нечто достойное ожидания. Это «нечто» стоит того, чтобы его ожидать, а значит обязательно исполнится, иначе не было бы достойно. Те, кто решился бороться, действовать, был побеждён. Более того, кто-то погиб, а оставшиеся в живых были в таком же состоянии, что и мёртвые. «Легенду» группа играла ближе к концу концерта. К тому времени у Виктора, как правило, оставалось четыре струны на гитаре, поэтому он брал гитару Каспаряна и пел песню в сопровождении Гурьянова, а Каспарян с Тихомировым быстро меняли струны, ставили новые.

## Обложка
Репортёр: Кто автор оригинальной идеи обложки «Группы крови»?
Георгий Гурьянов: Андрей Крисанов. Был у нас такой молодой человек в компании. Он учился играть на бас-гитаре, но у него не было никаких способностей к этому. Он талантливый художник, на мой взгляд. Мне нравятся все его идеи, работы. Мы все были тогда очень впечатлены фильмами Фрица Ланга. Помните серию фильмов о докторе Мабузе? Малевич нарисовал плакат к фильму Доктор Мабузе. Оттуда мы и взяли идею. Только вместо Доктор Мабузе написали «Группа крови» и «Кино».
Обложка альбома оформлена рисунком в духе супрематизма, из-за чего многие считают, что обложка была сделана ввиду влияния на группу картин Эля Лисицкого. На самом деле, с обложкой альбома у группы сразу было всё решено. Задачей было взять плакат Казимира Малевича к немому фильму Фрица Ланга «Доктор Мабузе, игрок» и «вставить» в него название группы. Поручили эту работу другу музыкантов Андрею Крисанову. Тогда Цой, Гурьянов и Крисанов ходили в кинотеатр «Спартак» на фильмы немецких экспрессионистов, а в то же время в Русском музее проходила выставка искусства 1920—30-х годов. В этом музее Крисанов работал в котельной и там же нашёл плакат Малевича к фильму о докторе Мабузе. За работой следили Виктор и Георгий. Крисанов сразу же нарисовал вариант, который одобрила вся группа.

## Отзывы и критика
| Оценки критиков                     | Оценки критиков |
| Источник                            | Оценка          |
| ----------------------------------- | --------------- |
| Александр Житинский                 | (положительная) |
| 100 магнитоальбомов советского рока | (положительная) |
| AllMusic                            | [ 25 ]          |
| Роберт Кристгау                     | (B+)            |

После выхода альбома «Группа крови» релиз получил широкую популярность и положительные оценки. Музыканты стали часто получать приглашения из разных стран, у них появилось огромное количество новых поклонников, а популярность коллектива с каждым днём росла. Александр Житинский в своей реценцзии на альбом сказал, что «Кино» записало свой лучший альбом и один из лучших альбомов отечественного рока. «После первых удачных ходов альбомы музыкантов очень часто становились слишком правильными и однообразными. „Кино“ подобная опасность не грозила, поскольку многое в эволюции команды происходило вопреки всякой логике и прогнозам», — отметил Александр Кушнир в книге «100 магнитоальбомов советского рока». Несколько песен из альбома попали в список «100 лучших песен русского рока в XX веке», составленный «Нашим радио» на основе выбора радиослушателей, поднявшись на разные места. Среди них одноимённая песня, занявшая 1-е место в списке. Кроме того, «Группа крови» попала в список «40 песен, изменивших мир», составленный редакцией русскоязычной версии журнала Rolling Stone в 2007 году. Издатель лейбла «АнТроп» — Андрей Тропилло — считает «Группу крови» хорошим альбомом, но его можно было назвать «Группа крови, насмотревшись видеофильмов», потому что «в альбоме есть одна песня про побитых парней на траве и это перекликается с общей тенденцией чьего-то удачного продюсерского эксперимента». Алексей Вишня вспоминал, как «альбом произвёл эффект разорвавшейся бомбы. Качество звучания, высокий слог песен, их общественная ликвидность — всё это обусловило принципиально новое отношение властей к явлению русского рока». Сам Виктор Цой оценил его как лучший, чем все остальные. Положительную оценку альбом получил и на Западе. Обозреватель AllMusic отметил, что «Группа крови» была предназначена для обретения популярности «Кино» за рубежом вместе с повышением звукового качества на уровне европейских и американских рок-групп. Роберт Кристгау, музыкальный редактор журнала The Village Voice, в рецензии на альбом назвал «Кино» «русскими ньювейверами», а тексты песен в переводе находил не раздражающе возвышенными, необычными, политически осознанными и отрешёнными. По его мнению, мелодии Виктора Цоя обладали «забавным шармом», вызывавшим чувство новизны, а для англоязычного слушателя неторопливый речитативный баритон вокалиста казался наиболее подходящим для русского языка.

## Хронология выпуска
| Регион   | Дата           | Лейбл                             | Форматы      | Каталог      |
| -------- | -------------- | --------------------------------- | ------------ | ------------ |
| СССР     | 1988           | нет                               | Бобина       | нет          |
| США      | 1989           | Gold Castle Records               | LP           | D1-71322     |
| США      | 1989           | Gold Castle Records               | CS           | D4-71322     |
| США      | 1989           | Gold Castle Records               | CD           | D2-71322     |
| Япония   | 21 ноября 1989 | Gold Castle Records               | CD           | D2-71322     |
| СССР     | 1991           | Russian Disc                      | LP           | R60 00473    |
| Россия   | 1994           | General Records                   | CD           | GR-90-204    |
| Германия | 1995           | Konzert Agentur Michael Friedmann | CD           | Vol. 3       |
| Россия   | 1996           | Moroz Records                     | CD           | MR 96097 CD  |
| Украина  | 1996           | ART                               | CS           | нет          |
| Россия   | 1996           | Moroz Records                     | CS           | MR 96061 MC  |
| Украина  | 1996           | Moroz Records                     | CS           | MR 96061 MC  |
| Россия   | 1996           | Moroz Records                     | CS           | нет          |
| Литва    | 1996           | Moroz Records                     | CS           | MR 96061 MC  |
| Россия   | 1996           | Moroz Records                     | CS           | MR 96061 MC  |
| 1998     | CD             | Moroz Records                     | dMR 01998 CD |              |
| 2002     | Moroz Records  | CS                                | MR 96061 MC  |              |
| Украина  | Moroz Records  | CS                                | MR 96061 MC  | 2003         |
| Россия   | Moroz Records  | 2005                              | CD           | MR 96097 CD  |
| Россия   | Moroz Records  | 2008                              | CD           | OM 08300 dCD |
| Россия   | Moroz Records  | 2012                              | CD           | OM 08300 dCD |
| Россия   | Moroz Records  | OM 08300 dCD MR 12007 CD          | CD           |              |
| Россия   | Moroz Records  | LP                                | MR 12020 LP  |              |
| Россия   | 2019           | Maschina Records                  | LP           | MKK881LP     |
| Россия   | 2019           | Maschina Records                  | CD           | MKK881CD     |
| Россия   | 2019           | Maschina Records                  | CS           | MKK881MC     |
| Россия   | 2019           | Maschina Records                  | Бобина       | MKK881RT     |

## Список композиций
Слова и музыка всех песен — Виктор Цой.
| №                   | Название                        | Длительность |
| ------------------- | ------------------------------- | ------------ |
| 1.                  | «Группа крови»                  | 4:47         |
| 2.                  | «Закрой за мной дверь, я ухожу» | 4:17         |
| 3.                  | «Война»                         | 4:05         |
| 4.                  | «Спокойная ночь»                | 6:08         |
| 5.                  | «Мама, мы все сошли с ума»      | 4:08         |
| 6.                  | «Бошетунмай»                    | 4:09         |
| 7.                  | «В наших глазах»                | 3:34         |
| 8.                  | «Попробуй спеть вместе со мной» | 4:36         |
| 9.                  | «Прохожий»                      | 3:40         |
| 10.                 | «Дальше действовать будем мы»   | 3:57         |
| 11.                 | «Легенда»                       | 4:09         |
| Общая длительность: | Общая длительность:             | 47:30        |

## Запись альбома
- Записано в Ленинграде (СССР) на студии Яншива в 1986-1987 годах.
- Сведено в Ленинграде (СССР) на студии Яншива осенью 1987 года.

## Участники записи
«Кино»
- Виктор Цой — вокал, ритм-гитара
- Юрий Каспарян — лидер-гитара, бас-гитара (3), семплер (2,8), бэк-вокал (7,8)
- Игорь Тихомиров — бас-гитара (1,4,6,7,10)
- Георгий Гурьянов — программирование драм машины Yamaha RX-11, бас-гитара (2,5,8,9), бэк-вокал

Другие
- Андрей Сигле — семплер (2,3,4,6)
- Игорь Веричев — шумы (9, 11)
- Алексей Вишня — сведение

Производство
- Андрей Крисанов — дизайн обложки
- Джоанна Стингрей — продюсирование альбома в США
- Алекс Хан[англ.] — перевод названий треков
- Джоанна Стингрей, Джудит Филдс[англ.] и Алексей Барановский — фотографии к альбому[1].

## Перезаписи песен и видеоклипы
20 октября 2020 года воссоединевшиеся музыканты группы выпустили клип на обновленную версию песни «Попробуй спеть вместе со мной», в который вошли кадры фильма «Конец каникул» (1986).
В 2022 году музыканты «Кино» выпустили сборник обновленных версий песен группы «12 22», композиции «Мама, мы все тяжело больны», «Закрой за мной дверь, я ухожу» и «Попробуй спеть вместе со мной» вошли в него, в записи второй принял участие пианист Александр Дубовой.
20 октября 2022 года был представлен клип на песню «Закрой за мной дверь», в который также вошли кадры фильма «Конец каникул».

## Отражение в культуре
В 2000 году в память Виктору Цою был записан двойной трибьют-альбом под названием «КИНОпробы», в который вошли две кавер-версий на песни из Группы крови: «Мама, мы все сошли с ума», «Прохожий». Группы «Смысловые галлюцинации» и «Ва-Банкъ» исполнили песню «Мама, мы все сошли с ума», а Юлия Чичерина — песню «Прохожий». В 2002 году был записан посвященный 40-летию со дня рождения Виктора Цоя концертный альбом «День рождения Виктора Цоя», в котором имеется только песня «Мама, мы все сошли с ума» в исполнении «Ва-Банкъ».
Песни «В наших глазах», «Спокойная ночь» и «Война» вошли в саундтрек фильма «Сёстры», снятый в 2001 году. По совету Алексея Балабанова Сергей Бодров использовал в качестве саундтрека песни Виктора Цоя. Кинокомпанией «СТВ» было достигнуто соглашение с Марианной Цой и студией звукозаписи Moroz Records на использование в фильме музыки группы «Кино». Творчество Виктора Цоя фактически стало одной из сюжетных компонентов. Старшая девочка, роль которой исполняет Оксана Акиньшина, часто слушает «Кино», согласно сюжету, и её любовь к этой музыке подчас становится для неё причиной конфликтов с окружающими.
В апреле 2011 года известный русский бизнесмен Олег Тиньков приобрёл права на песню «Дальше действовать будем мы» для новой рекламной кампании своего банка «Тинькофф Кредитные Системы», песня стала корпоративным гимном банка, а сама фраза — слоганом. Кроме того, композиция звучит во время телепрограммы «Бизнес-секреты с Олегом Тиньковым». По некоторым источникам, стоимость сделки составила один миллион долларов США, хотя сам предприниматель частично опроверг эту информацию в своём блоге.

## Комментарии
1. ↑  В Советской армии не использовались нарукавные нашивки с группой крови.